# Deutsche Cadre-47/1-Meisterschaft 1985/86

Veranstaltungsort: Duisburg

Die Deutsche Cadre-47/1-Meisterschaft 1985/86 ist eine Billard-Turnierserie und fand am 4. Oktober 1985 in Duisburg zum 20. Mal statt.

## Geschichte
Nach mehreren guten Platzierungen im Cadre 47/1 konnte Wolfgang Zenkner endlich seinen ersten deutschen Meistertitel in dieser Disziplin gewinnen. Dabei stellte er gleich zwei neue deutsche Rekorde auf. Er verbesserte den Generaldurchschnitt (GD) auf 50,00 und den besten Einzeldurchschnitt (BED) auf 125,00. Zweiter wurde wieder Dieter Wirtz, der im Viertelfinale den eigentlichen Favoriten Thomas Wildförster mit 250:238 in neun Aufnahmen ausschaltete. Wildförster hatte in der Qualifikation hervorragend gespielt. Platz drei ging an den jungen Fabian Blondeel, der Dieter Großjung mit 250:38 in sieben Aufnahmen bezwang. Die extrem guten Leistungen wurden auch auf die Partieverlängerung auf 250 Punkte zurückgeführt.

## Modus
Gespielt wurde im K.-o.-System bis 250 Punkte. In der Qualifikation wurde bis 250 Punkte oder 15 Aufnahmen gespielt. Es qualifizierten sich die beiden Gruppenbesten und die vier Durchschnittsbesten für die Endrunde.
Die Endplatzierung ergab sich aus folgenden Kriterien:
1. Matchpunkte
2. Generaldurchschnitt (GD)
3. Bester Einzeldurchschnitt (BED)
4. Höchstserie (HS)

## Teilnehmer nach der Qualifikation
1. Thomas Wildförster (BSV Velbert)
2. Wolfgang Zenkner (BSV München)
3. Fabian Blondeel (DBC Bochum 1926)
4. Dieter Großjung (BSV Velbert)
5. Willi Steinberger (BC Kempten)
6. Dieter Wirtz (BSV Duisburg-Hochfeld 74)
7. Heinz Voßmerbäumer (DBC Bochum 1926)
8. Klaus Kreutz (Bfr. Sonsbeck)

## Turnierverlauf
| #                          | Name                                      | MP  | GD    | BED   | HS  |
| -------------------------- | ----------------------------------------- | --- | ----- | ----- | --- |
| 1                          | Wolfgang Zenkner (BSV München)            | 6:0 | 21,59 | 35,71 | 124 |
| 2                          | Willi Steinberger (BC Kempten)            | 4:2 | 18,96 | 22,72 | 110 |
| 3                          | Klaus Müller (BC Viktoria 09 Neunkirchen) | 2:4 | 9,07  | 12,26 | 48  |
| 4                          | Uwe Steinberger (BC Kempten)              | 0:6 | 7,97  | –     | 50  |
| Turnierdurchschnitt: 13,75 |                                           |     |       |       |     |

| MP    | Match Punkte (Sieger = 2; Unentschieden = 1; Verlierer = 0) |
| SV    | Satzverhältnis (nur bei Turnieren im Satzsystem)            |
| Pkte. | Erzielte Karambolagen                                       |
| Aufn. | benötigte Aufnahmen                                         |
| GD    | Generaldurchschnitt                                         |
| MGD   | Mannschafts-Generaldurchschnitt                             |
| BED   | Bester Einzeldurchschnitt eines Spielers                    |
| BEMD  | Bester Einzeldurchschnitt einer Mannschaft                  |
| BSD   | Bester Satzdurchschnitt eines Spielers                      |
| HS    | Höchstserie                                                 |
| WRP   | Weltranglistenpunkte                                        |

| #                          | Name                                    | MP  | GD    | BED   | HS  |
| -------------------------- | --------------------------------------- | --- | ----- | ----- | --- |
| 1                          | Thomas Wildförster (BSV Velbert)        | 6:0 | 44,11 | 83,33 | 191 |
| 2                          | Dieter Großjung (BSV Velbert)           | 4:2 | 22,60 | 25,00 | 126 |
| 3                          | Dieter Wirtz (BSV Duisburg-Hochfeld 74) | 2:4 | 19,44 | 31,25 | 56  |
| 4                          | Klaus Kreutz (Bfr. Sonsbeck)            | 0:6 | 16,04 | –     | 92  |
| Turnierdurchschnitt: 23,96 |                                         |     |       |       |     |

| MP    | Match Punkte (Sieger = 2; Unentschieden = 1; Verlierer = 0) |
| SV    | Satzverhältnis (nur bei Turnieren im Satzsystem)            |
| Pkte. | Erzielte Karambolagen                                       |
| Aufn. | benötigte Aufnahmen                                         |
| GD    | Generaldurchschnitt                                         |
| MGD   | Mannschafts-Generaldurchschnitt                             |
| BED   | Bester Einzeldurchschnitt eines Spielers                    |
| BEMD  | Bester Einzeldurchschnitt einer Mannschaft                  |
| BSD   | Bester Satzdurchschnitt eines Spielers                      |
| HS    | Höchstserie                                                 |
| WRP   | Weltranglistenpunkte                                        |

| #                          | Name                                            | MP  | GD    | BED   | HS  |
| -------------------------- | ----------------------------------------------- | --- | ----- | ----- | --- |
| 1                          | Fabian Blondeel (DBC Bochum 1926)               | 4:2 | 12,54 | 17,85 | 82  |
| 2                          | Hans Wernikowski (BC Feldmark 34 Gelsenkirchen) | 4:2 | 11,62 | 12,60 | 61  |
| 3                          | Heinz Voßmerbäumer (DBC Bochum 1926)            | 2:4 | 14,25 | 25,00 | 70  |
| 4                          | Harald Gast (BG Bottrop 24)                     | 2:4 | 11,26 | 16,46 | 123 |
| Turnierdurchschnitt: 12,38 |                                                 |     |       |       |     |

| MP    | Match Punkte (Sieger = 2; Unentschieden = 1; Verlierer = 0) |
| SV    | Satzverhältnis (nur bei Turnieren im Satzsystem)            |
| Pkte. | Erzielte Karambolagen                                       |
| Aufn. | benötigte Aufnahmen                                         |
| GD    | Generaldurchschnitt                                         |
| MGD   | Mannschafts-Generaldurchschnitt                             |
| BED   | Bester Einzeldurchschnitt eines Spielers                    |
| BEMD  | Bester Einzeldurchschnitt einer Mannschaft                  |
| BSD   | Bester Satzdurchschnitt eines Spielers                      |
| HS    | Höchstserie                                                 |
| WRP   | Weltranglistenpunkte                                        |

### Finalrunde
| Viertelfinale      |     |     |    |       |       |    |
| Thomas Wildförster | 0:2 | 238 | 9  | 26,44 | –     | 75 |
| Dieter Wirtz       | 2:0 | 250 | 9  | 27,77 | 27,77 | ?  |
| Fabian Blondeel    | 2:0 | 250 | 32 | 7,81  | 7,81  | ?  |
| Heinz Voßmerbäumer | 0:2 | 199 | 32 | 6,1   | –     | 30 |
| Dieter Großjung    | 2:0 | 250 | 17 | 14,70 | 14,70 | ?  |
| Klaus Kreutz       | 0:2 | 93  | 17 | 5,47  | –     | 24 |
| Wolfgang Zenkner   | 2:0 | 250 | 5  | 50,00 | 25,00 | ?  |
| Willi Steinberger  | 0:2 | 21  | 5  | 4,20  | –     | 11 |

| Halbfinale       |     |     |    |        |        |     |
| Dieter Wirtz     | 2:0 | 250 | 14 | 17,85  | 17,85  | ?   |
| Fabian Blondeel  | 0:2 | 187 | 14 | 13,35  | –      | ?   |
| Dieter Großjung  | 0:2 | 113 | 8  | 14,12  | –      | ?   |
| Wolfgang Zenkner | 2:0 | 250 | 8  | 31,25  | 31,25  | ?   |
| Spiel um Platz 3 |     |     |    |        |        |     |
| Fabian Blondeel  | 2:0 | 250 | 7  | 35,71  | 35,71  | ?   |
| Dieter Großjung  | 0:2 | 38  | 7  | 5,42   | –      | ?   |
| Finale           |     |     |    |        |        |     |
| Dieter Wirtz     | 0:2 | 54  | 2  | 27,00  | –      | ?   |
| Wolfgang Zenkner | 2:0 | 250 | 2  | 125,00 | 125,00 | 244 |

### Abschlusstabelle
| MP    | Match Points (Sieger = 2; Unentschieden = 1; Verlierer = 0) |
| Pkte. | Erzielte Karambolagen                                       |
| Aufn. | Benötigte Versuche                                          |
| GD    | Generaldurchschnitt                                         |
| BED   | Bester Einzeldurchschnitt eines Spielers                    |
| HS    | Höchstserie                                                 |
|       | Bester GD des Turniers                                      |
|       | Bester ED des Turniers                                      |
|       | Beste HS des Turniers                                       |
|       | 1. Platz (Gold)                                             |
|       | 2. Platz (Silber)                                           |
|       | 3. Platz (Bronze)                                           |

| Klassement                 | Klassement         | Klassement | Klassement | Klassement | Klassement | Klassement | Klassement | Klassement |
| Platz                      | Name               | MP         | Pkte.      | Aufn.      | GD         | BED        | HS         |            |
| -------------------------- | ------------------ | ---------- | ---------- | ---------- | ---------- | ---------- | ---------- | ---------- |
| 1                          | Wolfgang Zenkner   | 4:0        | 750        | 15         | 50,00      | 125,00     | 244        |            |
| 2                          | Dieter Wirtz       | 4:2        | 554        | 25         | 22,16      | 27,77      | 84         |            |
| 3                          | Fabian Blondeel    | 4:2        | 687        | 53         | 12,96      | 35,71      | 93         |            |
| 4                          | Dieter Großjung    | 2:4        | 401        | 32         | 12,53      | 14,70      | 87         |            |
| 5                          | Thomas Wildförster | 0:2        | 238        | 9          | 26,44      | –          | 75         |            |
| 6                          | Heinz Voßmerbäumer | 0:2        | 199        | 32         | 6,21       | –          | 30         |            |
| 7                          | Klaus Kreutz       | 0:2        | 93         | 17         | 5,47       | –          | 24         |            |
| 8                          | Willi Steinberger  | 0:2        | 21         | 5          | 4,20       | –          | 11         |            |
| Turnierdurchschnitt: 15,65 |                    |            |            |            |            |            |            |            |